# فرودگاه زاگرب
فرودگاه زاگرب  (به انگلیسی: Zagreb Airport) (به زبان بومی: Zračna luka Zagreb) یک فرودگاه همگانی مسافربری با کد یاتا ZAG است که یک باند فرود بتن/آسفالت دارد و طول باند آن ۳۲۵۲ متر است. این فرودگاه در شهر زاگرب کشور کرواسی قرار دارد و در ارتفاع ۱۰۸ متری از سطح دریا واقع شده است.